# لي تنغ هوي
لي تنغ هوي (بالصينية: 李登輝) مواليد 15 يناير 1923 في سانزاهي، تايبيه، تايوان، إمبراطورية اليابان، يطلق عليه «أبو الديمقراطية في تايوان» هو سياسي تايواني. كان رئيس جمهورية الصين ورئيس حزب الكومينتانغ.

## روابط خارجية
- لي تنغ هوي على موقع الموسوعة البريطانية (الإنجليزية)
- لي تنغ هوي على موقع مونزينجر (الألمانية)